# Martelaren van Otranto

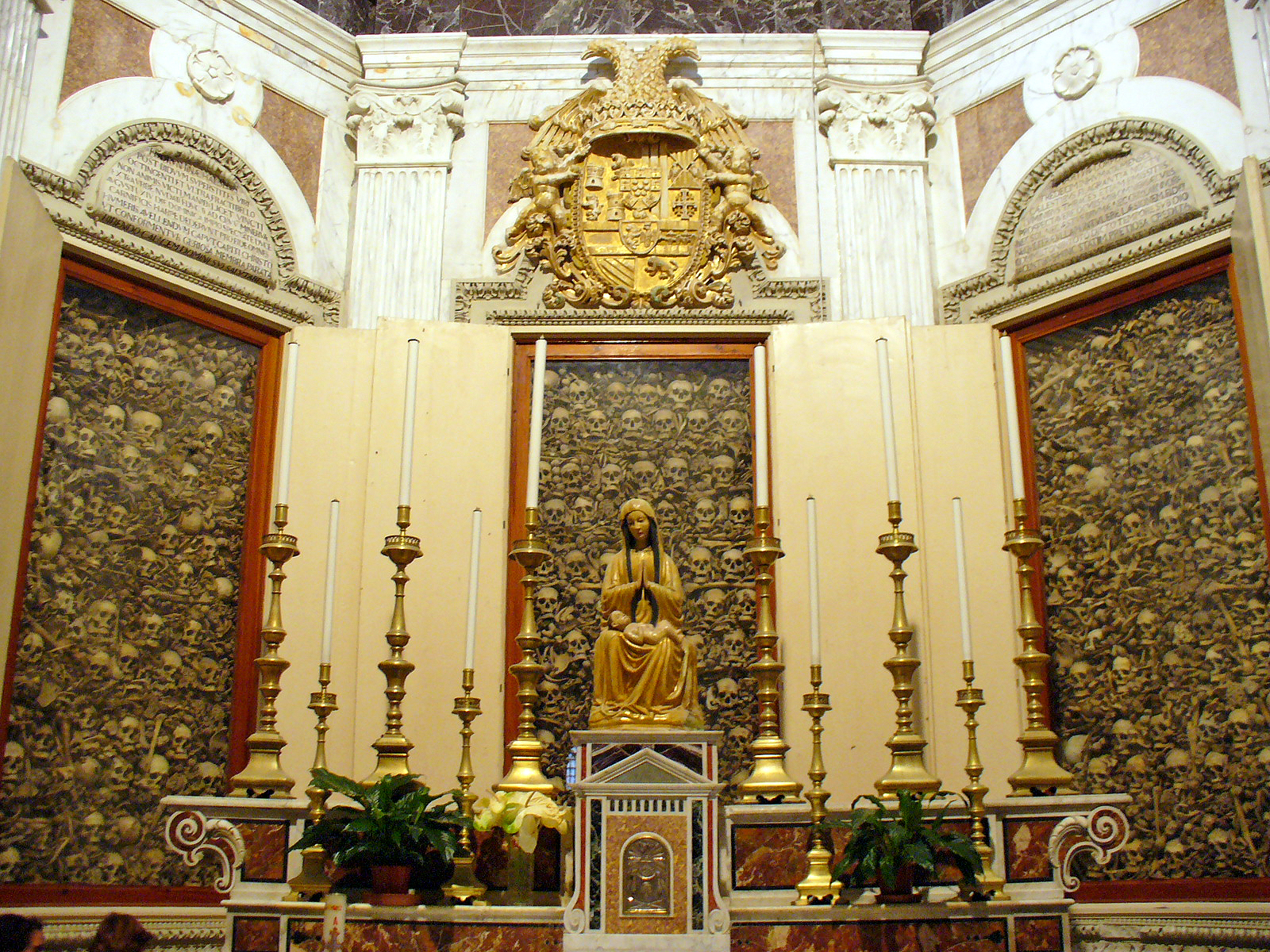
Kathedraal van Otranto: beenderen van de martelaren (1480)

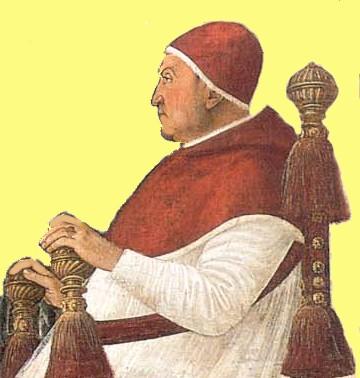
Paus Sixtus IV vreesde de val van Rome na de val van het koninkrijk Napels

De Martelaren van Otranto in de Zuid-Italiaanse provincie Lecce, Apulië, vonden de dood in een bloedbad op 14 augustus 1480. De Rooms-Katholieke Kerk erkent hen als heiligen.

## Historiek
Ottomaanse troepen onder leiding van Gedik Ahmed Pasja hadden na een maand belegering de stad Otranto veroverd (1480). Het was een eerste stap in het Ottomaanse plan tot verovering van het koninkrijk Napels. Paus Sixtus IV zag zijn troon bedreigd, nog geen twintig jaar nadat de Ottomanen het Byzantijnse Rijk hadden verslagen en hiermee ook het patriarchaat van Constantinopel. Hij riep op tot een kruistocht naar Otranto, met matig succes.
Volgens de kronieken werden 813 mannelijke inwoners vanaf de leeftijd van 15 jaar afgemaakt. Vrouwen en kinderen hadden al de dood gevonden of waren afgevoerd als slaven toen ze zich verzamelden in de kathedraal van Otranto, bij aartsbisschop Stefano Pendinelli (1403-1480). De mannen stonden in groepjes van vijftig, halfnaakt en vastgeketend, doorheen de stad. De Ottomanen vroegen hen het christelijk geloof af te zweren om de executie te vermijden. Een twintigtal mannen hadden zich vrijgekocht. Meer dan 800 mannen weigerden hun geloof af te zweren. De eerste man die werd onthoofd, was Antonio Pezzulla, een oude wever; zijn bijnaam was sindsdien Primaldo of de ‘eerste’ die gedood werd. De anderen volgden. Volgens de traditie werden ze onthoofd op een heuvel buiten de stadsmuren.
De heilige Franciscus van Paola spoorde koning Ferdinand I van Napels de Ottomanen te verjagen doch dit gebeurde niet. De kathedraal werd een moskee (tot 1481). De Ottomanen trokken zich terug uit Italië in 1481 na de dood van Gedik Ahmed Pasja. Troepen van prins Alfons II, zoon van koning Ferdinand I, versterkt door Fransen en Hongaren, inspecteerden Otranto. Ze vonden de onthoofde lijken op een heuvel buiten de stad. De soldaten begroeven hen in de crypte van de kathedraal (1481). Een jaar later betaalde koning Ferdinand I voor een kapel ter herdenking van de martelaren van Otranto. De kapel is een ossuarium met de beenderen geschikt aan de muren.
Bij latere belegeringen van de stad (1537; 1644) aanriepen de inwoners de hulp van de martelaren in. 
In 1771 erkende paus Clemens XIV de bestaande verering door de martelaren zalig te verklaren. 
In 1998 startte het aartsbisdom de procedure tot erkenning van het martelaarschap, want dit was een hiaat in hun verering. De Congregatie voor Heiligverklaringen erkende in 2007 dat de meer dan 800 slachtoffers van 1480 gedood waren omwille van hun christelijk geloof. Dit werd gevolgd in 2013 door de heiligverklaring bij decreet van paus Benedictus XVI.